# Anilios grypus
Espèce
Synonymes
- Typhlops grypus Waite, 1918
- Austrotyphlops grypus (Waite, 1918)
- Ramphotyphlops grypus (Waite, 1918)

Anilios grypus est une espèce de serpents de la famille des Typhlopidae. 

## Répartition
Cette espèce est endémique du Nord de l'Australie. Elle se rencontre dans le Nord-Ouest du Queensland, dans le Territoire du Nord et dans le nord de l'Australie-Occidentale.

## Description
L'holotype d'Anilios grypus mesure 335 mm.

## Publication originale
- Waite, 1918 : Review of the Australian blind snakes. Records of the South Australian Museum, vol. 1, p. 1-34 (texte intégral).